# Гіперпресування
Гіперпресування — безвипалювальний спосіб виробництва цегли.
Гіперпресування ґрунтується на процесі «холодного зварювання», яке відбувається при пресуванні під високим тиском (40 МПа) дрібномолотих вапнякових порід з невеликою кількістю (до 10 %), цементу і води. Основною сировиною (до 90 %) є відсіви від розробки вапнякових (карбонатних) порід: вапняк, доломіт, травертин, мармур тощо.
Основні характеристики гіперпресованої цегли в порівнянні з іншими типами цегли: Мінуси:
- Важить більше 4 кг. Важче ніж керамічна цегла
- Більш холодна ніж червона цегла. Теплопровідність 0.43-1.09 Вт/(м·°С)
- Через високу щільність — низька паропроникність

Плюси:
- Дуже міцна (10-30 МПа)
- Висока морозостійкість (25-100 циклів)
- Вологостійка (3-7 %)

| Будинок | Це незавершена стаття з будівництва. Ви можете допомогти проєкту, виправивши або дописавши її. |